# Gabriel Font Martorell
Gabriel Font Martorell (Palma, 1897-1965). Jugador alfonsí des de 1922 i una vegada retirat del futbol, directiu durant catorze anys.
Periodista i autor del llibre Historia de la institución decana del futbol mallorquin (1944).
Té un carrer dedicat a Palma al barri de Son Cotoner. Està entre l'Estadi Lluís Sitjar i la Via de Cintura (a l'altura del Palau d'Esports Municipal de Son Moix)